# Legia Warszawa (pallacanestro)
Il Legia Warszawa è una società cestistica avente sede a Varsavia, in Polonia. Fondata nel 1929, gioca nel campionato polacco.

## Palmarès
- Campionato polacco: 8

1955-56, 1956-57, 1959-60, 1960-61, 1962-63, 1965-66, 1968-69, 2024-25
- Coppa di Polonia: 3

1968, 1970, 2024

## Roster 2022-2023
Aggiornato al 16 gennaio 2023.
|    | Naz.                   | Ruolo | Sportivo                 | Anno | Alt. | Peso |  |
| -- | ---------------------- | ----- | ------------------------ | ---- | ---- | ---- |  |
| 1  | Polonia (bandiera)     | C     | Jakub Sadowski           | 2001 | 205  |      |  |
| 6  | Stati Uniti (bandiera) | G     | Travis Leslie            | 1990 | 193  | 93   |  |
| 8  | Polonia (bandiera)     | G     | Benjamin Didier-Urbaniak | 2001 | 196  | 84   |  |
| 11 | Polonia (bandiera)     | AP    | Grzegorz Kamiński        | 2000 | 200  |      |  |
| 14 | Polonia (bandiera)     | AG    | Grzegorz Kulka           | 1996 | 205  |      |  |
| 22 | Polonia (bandiera)     | P     | Szymon Kołakowski        | 2003 | 193  |      |  |
| 30 | Stati Uniti (bandiera) | G     | Billy Garrett            | 1994 | 198  | 97   |  |
| 31 | Lettonia (bandiera)    | AP    | Jānis Bērziņš            | 1993 | 201  | 96   |  |
| 41 | Stati Uniti (bandiera) | C     | Geoffrey Groselle        | 1993 | 213  | 109  |  |
| 43 | Polonia (bandiera)     | AG    | Jakub Śliwiński          | 2003 | 203  |      |  |
| 44 | Polonia (bandiera)     | P     | Bartosz Prokopowicz      | 2004 | 181  |      |  |
| 55 | Polonia (bandiera)     | P     | Łukasz Koszarek          | 1984 | 187  | 90   |  |
| 91 | Polonia (bandiera)     | C     | Dariusz Wyka             | 1991 | 209  | 106  |  |

### Staff tecnico
| Allenatore: | Wojciech Kamiński                 |
| Assistenti: | Marek Zapałowski, Maciej Jamrozik |

## Cestisti
- Earl Watson (2020 - )